# Trenes Especiales Argentinos
Trenes Especiales Argentinos S.A (comúnmente abreviado TEA) fue una empresa ferroviaria argentina de capitales privados que exploto en concesión entre 2003 y 2011 servicios ferroviarios de larga distancia dentro del Ferrocarril General Urquiza y entre 2001 y 2012, un servicio ferroviario turístico dentro del Ferrocarril General Roca, en la Provincia de Río Negro.
En el Ferrocarril Urquiza, desde su cabecera en la Estación Federico Lacroze de la Ciudad de Buenos Aires, TEA brindaba servicios de pasajeros de larga distancia hacia la Mesopotamia Argentina, teniendo como estación terminal la Estación Posadas en la ciudad de Posadas dentro de la Provincia de Misiones, en el límite con Paraguay. 
Brindaba el servicio ferroviario llamado “El Gran Capitan”, que unía las provincias de Buenos Aires y Misiones, teniendo como posibles 50 paradas intermedias dentro de las cuatro provincias que atravesaba (Buenos Aires, Entre Ríos, Corrientes y Misiones). La duración total del viaje era aprox de 26 a 28 horas (si no existían retrasos) habiendo cuatro servicios semanales (dos ascendentes y dos descendentes).
El Servicio era prestado mediante una Locomotora General Motors G22 perteneciente a la empresa y luego por G22 o General Electric U13 pertenecientes a ALL (América Latina Logística). En cuanto a los coches, se utilizaban Coches Fiat Materfer "CT" (Clase Turista), "P" (Primera Clase), "PA" (Pullman con Aire Acondicionado, en este caso Hitachi), "DA" (Dormitorio con Aire Acondicionado, Fiat Concord) y "RA" (Restaurante con Aire Acondicionado). A esto se agregan Coches Furgón (que permiten el envío de grandes bultos o encomiendas) y una bandeja automovilera.
También la empresa disponía, para reforzar, una Dupla de Coche Motor Fiat reparada desde cero en los talleres que tenía en la localidad de Paraná, dentro de la Provincia de Entre Ríos.
En el Ferrocarril Roca, operaba en concesión un Servicio Ferroviario turístico llamado “Tren Histórico” a cargo de una formación a vapor entre las ciudades de Bariloche y Perito Moreno (Laguna Los Juncos) dentro de la provincia de Río Negro.
La formación estaba compuesta por la locomotora a Vapor North British (ex BAP) y cinco coches de madera (un coche reservado, dos primeras y dos turistas) que pertenecían a la ONG Ferroclub Argentino y que luego TEA reparó y alistó para la puesta en marcha de este servicio.

## Estaciones del Servicio de Trenes Especiales Argentinos

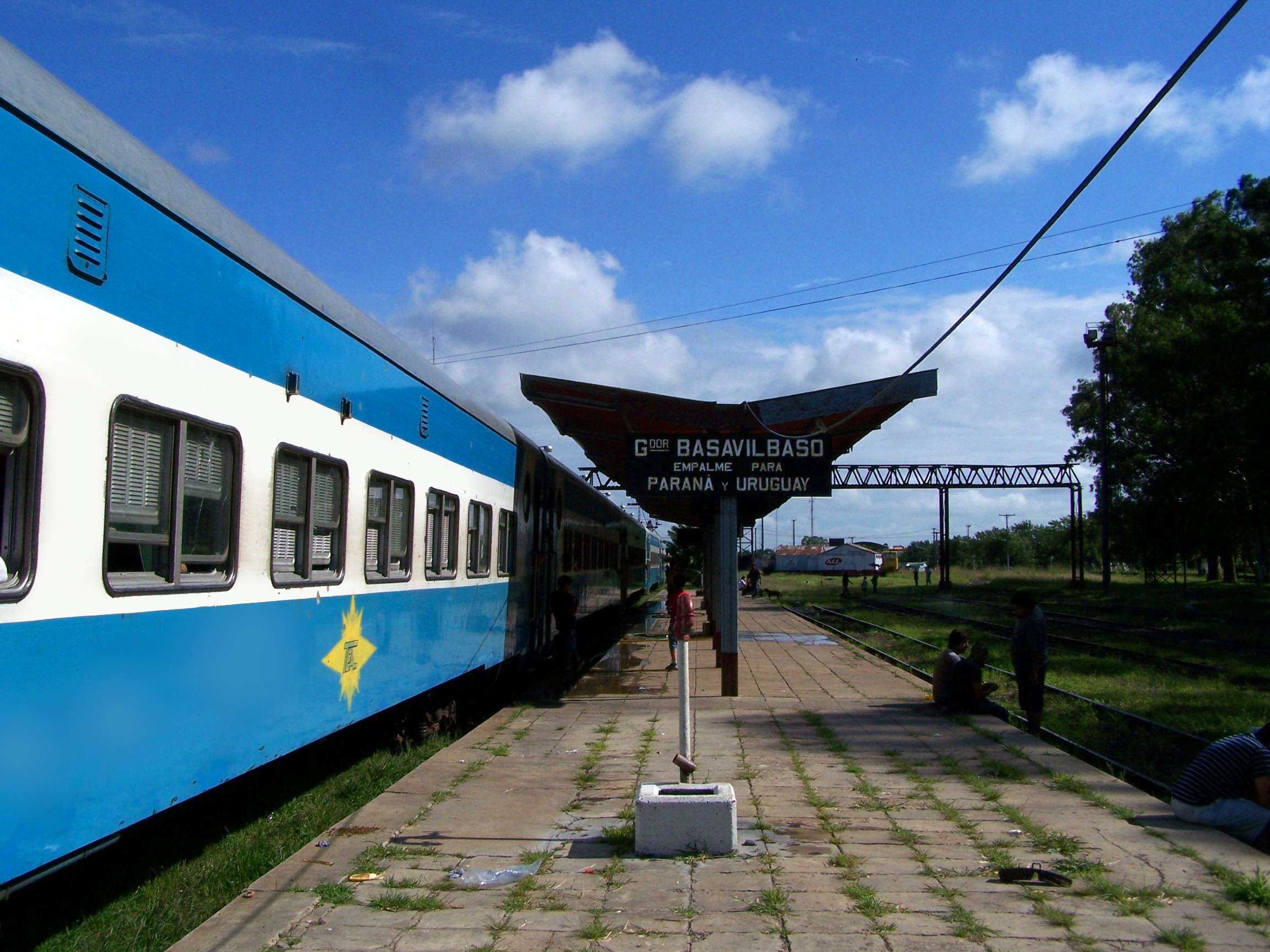
Estación Basavilbaso con empalmes hacia Paraná y Concordia.

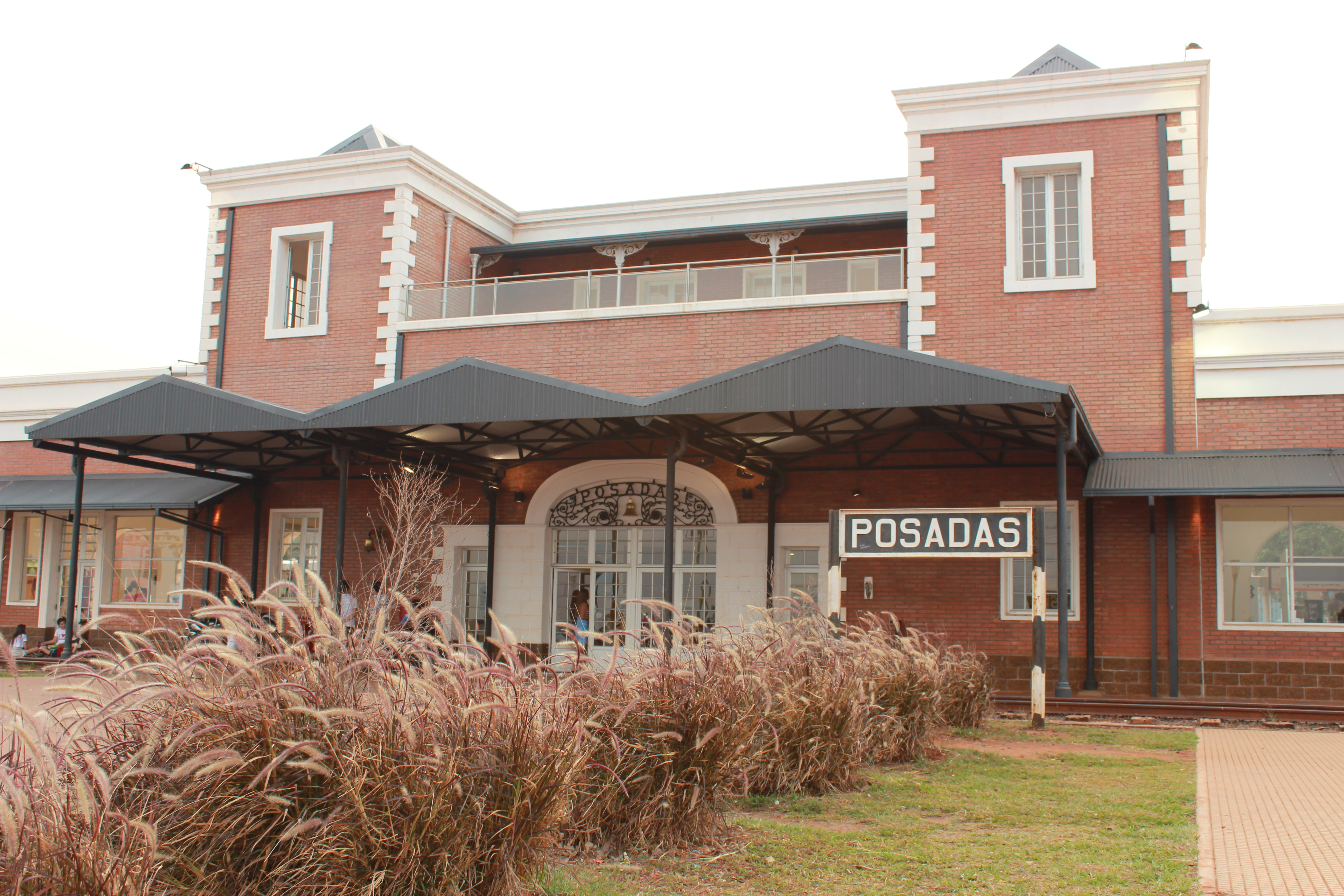
Estación Posadas, en 2012, estación terminal de la línea.

A febrero de 2018 la red troncal del FCGU se mantiene interrumpida entre las estaciones Rubén Darío y Zarate, en donde la vía está abandonada.
| Estación            | Localidad                 | Partido o Departamento | Provincia                |
| ------------------- | ------------------------- | ---------------------- | ------------------------ |
| Federico Lacroze    | Buenos Aires              | -                      | Ciudad de Buenos Aires   |
| General Sarmiento   | San Miguel                | San Miguel             | Buenos Aires (provincia) |
| Toro                | Presidente Derqui         | Pilar                  | Buenos Aires (provincia) |
| Pilar               | Pilar                     | Pilar                  | Buenos Aires (provincia) |
| Fátima              | Fátima                    | Pilar                  | Buenos Aires (provincia) |
| Capilla del Señor   | Capilla del Señor         | Exaltación de la Cruz  | Buenos Aires (provincia) |
| Zárate              | Zárate                    | Zárate                 | Buenos Aires (provincia) |
| San Martín          | Villa Paranacito          | Islas del Ibicuy       | Entre Ríos               |
| Médanos             | Médanos                   | Islas del Ibicuy       | Entre Ríos               |
| E. Carbó            | Enrique Carbó             | Gualeguaychú           | Entre Ríos               |
| Larroque            | Larroque                  | Gualeguaychú           | Entre Ríos               |
| Irazusta            | Irazusta                  | Gualeguaychú           | Entre Ríos               |
| Faustino M. Parera  | Faustino M. Parera        | Gualeguaychú           | Entre Ríos               |
| Urdinarrain         | Urdinarrain               | Gualeguaychú           | Entre Ríos               |
| Gilbert             | Gilbert                   | Gualeguaychú           | Entre Ríos               |
| Basavilbaso         | Basavilbaso               | Uruguay                | Entre Ríos               |
| Líbaros             | Líbaros                   | Uruguay                | Entre Ríos               |
| General Urquiza     | Villa San Marcial         | Uruguay                | Entre Ríos               |
| Las Moscas          | Las Moscas                | Uruguay                | Entre Ríos               |
| Domínguez           | Villa Domínguez           | Villaguay              | Entre Ríos               |
| Villaguay Este      | Villaguay                 | Villaguay              | Entre Ríos               |
| Clara               | Villa Clara               | Villaguay              | Entre Ríos               |
| Jubileo             | Jubileo                   | Villaguay              | Entre Ríos               |
| San Salvador        | San Salvador              | San Salvador           | Entre Ríos               |
| General Campos      | General Campos            | San Salvador           | Entre Ríos               |
| Yeruá               | Yeruá                     | Concordia              | Entre Ríos               |
| Yuquerí             | Yuquerí                   | Concordia              | Entre Ríos               |
| Concordia Central   | Concordia                 | Concordia              | Entre Ríos               |
| Magnasco            | Estación Osvaldo Magnasco | Concordia              | Entre Ríos               |
| La Criolla          | La Criolla                | Concordia              | Entre Ríos               |
| Isthilart           | (sin datos)               | Federación             | Entre Ríos               |
| Federación          | Federación                | Federación             | Entre Ríos               |
| Santa Ana           | Santa Ana                 | Federación             | Entre Ríos               |
| Chajarí             | Chajarí                   | Federación             | Entre Ríos               |
| Mocoretá            | Mocoretá                  | Monte Caseros          | Corrientes               |
| Juan Pujol          | Juan Pujol                | Monte Caseros          | Corrientes               |
| Labougle            | Labougle                  | Monte Caseros          | Corrientes               |
| Monte Caseros       | Monte Caseros             | Monte Caseros          | Corrientes               |
| Km 173              | (sin datos)               | Monte Caseros          | Corrientes               |
| Pucheta             | Parada Pucheta            | Paso de los Libres     | Corrientes               |
| Bonpland            | Bonpland                  | Paso de los Libres     | Corrientes               |
| Paso de los Libres  | Paso de los Libres        | Paso de los Libres     | Corrientes               |
| Tapebicuá           | Tapebicuá                 | Paso de los Libres     | Corrientes               |
| 25 de Febrero       | Guaviravi                 | San Martín             | Corrientes               |
| La Cruz             | La Cruz                   | San Martín             | Corrientes               |
| Alvear              | Alvear                    | General Alvear         | Corrientes               |
| Torrent             | Estación Torrent          | General Alvear         | Corrientes               |
| Santo Tomé          | Santo Tomé                | Santo Tomé             | Corrientes               |
| Gobernador Virasoro | Gobernador Virasoro       | Santo Tomé             | Corrientes               |
| Apóstoles           | Apóstoles                 | Apóstoles              | Misiones                 |
| Pindapoy            | Pindapoy                  | Apóstoles              | Misiones                 |
| Garupá              | Garupá                    | Capital                | Misiones                 |
| Miguel Lanús        | Villa Lanús               | Capital                | Misiones                 |
| Posadas             | Posadas                   | Capital                | Misiones                 |

## Historia
A principios del año 2000, el empresario Emilio Franchi forma la empresa Trenes Especiales Argentinos S.A (TEA) para el servicio de transporte ferroviario interurbano de pasajeros de corta, media y larga distancia. Era una empresa (pyme) con una estructura familiar de no mucha cantidad de empleados sumado a ferroviarios de amplia experiencia, donde a costo empresario a cargo de la inversión interna de la empresa (sin subsidios por parte del estado nacional) pudo reparar material rodante que estaba en desuso desde hacían varios años y ponerlos en marcha en los corredores ferroviarios que se le habían dado en concesión, por un lado a partir del año 2003, el servicio ferroviario interurbano de pasajeros de larga distancia entre Buenos Aires y Misiones, llamado comúnmente “El Gran Capitan” y por otro lado de forma turística, a partir del año 2001, un servicio ferroviario a cargo de una formación a vapor entre las ciudades de Bariloche y Perito Moreno, en la provincia de Río Negro, transportando a través de los años más pasajeros en ambos servicios.
Esta empresa operó, en los poco más de 10 años de actividad activa, con aporte privado y sin subsidios por parte del estado nacional argentino, y rompiendo con un mito del sector ferroviario (en épocas donde las políticas ferroviarias eran de manera privada) donde reparar un coche costaba alrededor de $ 1.000.000 y esta empresa lo hacía (tanto en su taller de Lacroze como en el de Paraná) por $ 170.000,00 quedando igual que como salía de otros talleres ferroviarios. Además, vivían e invertían luego con el dinero del boleto que adquiría el pasajero y no con dinero de subsidios enviados por el estado como era el caso de otras empresas ferroviarias que para operar si recibían dichos subsidios estatales para invertir.
En el servicio ferroviario entre Buenos Aires y Misiones, llegó a transportar casi 1 millón de personas y haciendo más 2 millones de kilómetros en casi 8 años y medio de operación, cumpliendo un rol social muy importante, debido a que los valores de pasajes que cobraban eran netamente sociales (en si eran dos veces más barato del que cobraba el transporte automotor ómnibus o transporte aéreo por avión), tratando de buscarle todas las posibilidades para ofrecer un servicio que estuviera a la mano del usuario que menos tenía, para de esa forma poder viajar por toda la Mesopotamia, que por otro medio de transporte le era imposible por los altos costos de los pasajes. Dicho tren realizaba 50 paradas posibles a lo largo de todo el trayecto en lugares olvidados donde el automotor no entraba, para facilitarle de esta forma la movilidad a la gente. Asimismo, transportaban toda clase de encomiendas, paquetería y mudanzas a valores muchos más baratos de los que se cobraba en otros medios.
En el caso del servicio ferroviario a cargo de una formación a vapor entre las ciudades de Bariloche y Perito Moreno en la provincia de Río Negro, está empresa pudo devolver a la vida, también a costo empresario, un tren de principios de siglo que permanecía en museos ferroviarios y con su puesta en marcha pudo cumplir una función turística donde gracias a un valor x de pasaje, los turistas y pasajeros podían viajar entre a Bariloche y Perito Moreno recorriendo los pasajes Patagónicos en un tren de casi un siglo junto a excursiones que ofrecía e incluía el paquete (guía turística, show musical, almuerzo en estación perito Moreno, visita a Laguna Los Juncos, etc)
TEA, a lo largo de su histórica activa, mantuvo problemas ininterrumpidos con todas las partes con las que debía relacionarse para la puesta en marcha de sus servicios, siendo blanco en muchas oportunidades de sabotajes y presiones de todo tipo para que cese la operación de sus servicios, En muchos casos, lograba favorecerse de fallos judiciales que le permitían continuar operando sus servicios, dejando sin efecto las medidas que utilizaban para querer quitar a la empresa del medio.
El día 11 de noviembre del 2011, corrió el último "Gran Capitán" de TEA, de forma ascendente, ya que el día 13 de noviembre conductores de La Fraternidad (Gremio que nuclea a los conductores ferroviarios) llevaron la formación desde la estación Garupa (Misiones) y la dejaron abandonada en la vía segunda de la estación Caza Pava (Corrientes), y huyeron en una camioneta 4x4, dejando al personal de TEA arriba de la formación en dicho paraje. 
Desde entonces, junto a una gran campaña por parte de la Secretaria de Transporte de la Nación, el gremio se rehusó a colaborar con el funcionamiento del tren aludiendo deficiencias técnicas y legales en la operación quedando suspendido definitivamente, justo cuando arrancaba la temporada alta y el tren correría completo. La revocación de la licencia provincial fue avalada por la Secretaría de Transporte de la Nación a través del decreto 3010, recién un mes después, el 15 de diciembre de 2011 denunciando a la empresa TEA por prestar "un servicio al público para el cual no está autorizada y que además incumplía con el orden público en materia de seguridad ferroviaria sometiendo a los ciudadanos a un riesgo permanente en su integridad física, tal como lo informaba la Comisión Nacional de Regulación del Transporte". 
Años después, luego del juicio hecho por la empresa donde argumentaba que se le habían quitado lo servicios de forma “arbitraria” e “ilegal”, la justicia falló a favor de TEA y procesó y embargo a las dos personas responsables de mover la formación hasta Caza Pava bajo la carátula de privación ilegítima de la libertad, hurto y parar un servicio público.
A finales de 2011, una vez quitado el servicio, el gobierno nacional a través de la Secretaria de Transporte, dispuso para cubrir el trayecto poner en funcionamiento un servicio de pasajeros con coches motores desde la estación de Pilar, Provincia de Buenos Aires, hasta la Provincia de Misiones, operado esta vez por Trenes de Buenos Aires S.A (TBA) a través de la Operadora Ferroviaria Sociedad del Estado (SOFSE) que ya operaban desde hacía unos meses el servicio llamado “Tren Binacional de los pueblos libres” entre Argentina y Uruguay.
TBA comenzó a operar un servicio totalmente deficiente utilizando coche motores (Series Wadloper DH-2) para unir Pilar con Apóstoles, con las siguientes particularidades negativas: sólo una vez por semana; con una formación de dos o cuatro coches motores; con comodidades no aptas para viajes de larga distancia; con una tarifa altísima ($148 que tenía TEA a $270 que comenzó a cobrar TBA) y no más salida desde Federico Lacroze sino esta vez desde Pilar, sin combinación alternativa entre esta y la ciudad autónoma de Buenos Aires. En efecto, TBA indicaba a los pasajeros que debían “arreglarse por su cuenta” para llegar o venir desde la ciudad de Buenos Aires, situación que marcó varios incidentes hasta que se suprimió el servicio una vez quitada la concesión a TBA. 
Durante el año 2012, luego de inconvenientes entre todas las partes participantes de dicho servicio, también se le quitó a TEA la concesión del servicio ferroviario turístico en Bariloche, quedando dicha formación guardada y sin circulación.
En el año 2015, luego que se hiciera pública la idea de licitar el servicio ferroviario internacional entre Posadas (Argentina) y Encarnación (Paraguay), TEA quiso presentarse en la licitación de dicho servicio pero más tarde Emilio Franchi denunció que fue el día correspondiente a comprar los pliegos de licitación para poder presentarse como operador en el servicio y cuando llegó “no había pliego” y que la licitación era “oscura y clandestina” ya que al tiempo se publicó que el grupo Misionero Casimiro Zbikoski se iba a hacer cargo de dicho servicio.
Durante el año 2016, comenzaron a crecer los rumores de que TEA vuelva a operar al “Gran Capitan” debido a que el directorio de la empresa comenzó a reunirse con las autoridades del Ministerio de Transporte del Gobierno Nacional de aquellos años (Gobierno Macri) para la re-puesta en marcha del servicio de pasajeros entre ambas cabeceras, por el proyecto que querían llevar adelante de invertir $1500 millones de pesos en la reparación de la vía troncal entre Buenos Aires y Misiones a raíz del “Plan Belgrano” que el gobierno comenzaba a implementar en varias provincias del norte del País. 
En mayo de 2017, la empresa fue desalojada de su base y galpon ferroviario ubicado al costado de la estación Federico Lacroze debido a las obras que el Gobierno Porteño (CABA) inició y abrió en dichos predios ferroviarios (apertura y extensión de la Avenida Triunvirato hasta Avenida Lacroze y construcción de edificios en la vieja playa ferroviaria que tenía la empresa ahí). 
También ese año, el estado le rescindió a TEA el control de las formaciones ferroviarias que la empresa operó hasta el año 2011 en el Ferrocarril Urquiza y hasta el 2012 en el Ferrocarril Roca, dejando a las mismas sin concesionario a cargo. 
Para finales del 2017, la empresa se disuelve completamente.